# Гадари
Гадари (авар. Гъада́ри) — село в Гумбетовском районе Дагестана.
Образует сельское поселение село Гадари как единственный населённый пункт в его составе.

## Географическое положение
Расположено в верховье реки Гадаритляр в 11 км к югу-востоку от районного центра села Мехельта.

## История
По преданиям возникновение села Гадари связано с концом V века нашей эры, то есть приблизительно 1500 лет тому назад. Жители Гадари как отдельная община в составе Гумбета участвовали во всех более или менее значительных событиях истории края. Основателем села считается молодой человек, представитель династии правителей государства Сарир. В настоящее время та местность, где впервые остановились путники, называется Ханская низменность.
В 1974 году большая часть населения переселена на территорию Кизилюртовского района, где было образовано село Новое Гадари.

## Население
| 1869 | 1888 | 1895 | 1926 | 1939 | 1970 | 1989 |
| ---- | ---- | ---- | ---- | ---- | ---- | ---- |
| 300  | ↗351 | ↗355 | ↘306 | ↗347 | ↘166 | ↘28  |
| 2002 | 2010 | 2012 | 2013 | 2014 | 2015 | 2016 |
| ↗180 | ↗256 | ↗269 | ↗285 | ↘280 | ↗281 | →281 |
| 2017 | 2018 | 2019 | 2020 | 2021 | 2023 | 2024 |
| ↗283 | ↗285 | ↗286 | ↘279 | ↘245 | ↗247 | ↗249 |
| 2025 |      |      |      |      |      |      |
| ↗253 |      |      |      |      |      |      |

Моноэтническое аварское село.

## Известные уроженцы
- Шейх Асилдар Аркасский — известный богослов.